# Гхеранда-самхіта
«Гхера́нда-самхіта» (санскрит: gheraṇḍasaṁhitā, घेरंडसंहिता — «колекція Геранди») —  санскритський текст про практику йогу в стародавній національній релігії (індуїзм). Один із трьох класичних текстів з 
хатхи-йоги поряд з «Хатха-йога-прадіпіка» та «Шива Самхіта». Входить до найбільших енциклопедичних трактатів з йоги, яка датована XVII ст.  

Індуїстські писання

Відомо 14 рукописів тексту, які були виявлені в районі від Бенгалії до Раджастану. Перше критичне видання було опубліковане в 1933 р. Бібліотекою Адьяр. Друге критичне видання було опубліковано в 1978 р. Дігамбарджі та Гхоте. 

### Книга
«Гхера́нда-самхіта» — книга йоги, яка означає «йога посудини». Тіло та розум — це посудини, які несуть та служать душі.  «Гхера́нда-самхіта» — текст про хатха-йогу.  У тексті викладається йога із семи кінцівками, на відміну від йоги з восьми кінцівками в «Йога-сутра» Патанджалі, йоги із шести кінцівок Горакша Самхіта та йоги з чотирма ногами в Хаді Йога Прадіпіка. 
Метою книги є вдосконалення тіла, розуму та душі людини через семиступеневий саморозвиток протягом усього життя. До засобів мети належать: самоочищення; тридцять дві асани; деталізовані для побудови сили тіла; двадцять п’ять мудр для вдосконалення стійкості тіла; п’ять засобів для пратьяхари; уроки правильного харчування та способу життя; десять видів дихальних вправ; три етапи медитації; шість типів самадхі.

### Структура
Текст організований у сім розділів та містить шлоку (вірш).
1. Шаткарма (санскрит सत्कर्म шат — «шість», карма — «дія») — дія для очищення організму. Описано шість дій очищення — дхауті, басті, нети, лаулікі, Тратаку і капалабхаті.
2. Асана (санскрит आसन — «поза») — для зміцнення тіла. Описано тридцять дві асани.
3. Мудра (санскрит मुद्रा — «печатка», «знак») —  для стійкості тіла. Описано двадцять п'ять мудр, до яких віднесена також концентрація (дхарана) на п'ять елементів.
4. Пратьяхара (санскрит प्रत्याहार — «відкидання, відмова») — для заспокоєння розуму. Описано настанови з контролю сприйняття, приведення чітти під контроль Атмана.
5. Пранаяма (санскрит प्राणायाम — «контроль» або «відсутність дихання») — для внутрішньої легкості. Описано необхідні умови для вправи в пранаямі, методи очищення наді перед пранаямой, а потім вісім видів затримки дихання: сахитья, сурьябхеда, уджджайі, сита, бхастрика, бхрамарі, мурчха, кевалі.
6. Дхьяна (санскрит  ध्यान — «споглядання») — для внутрішнього сприйняття. Описано стхула, джотір та сукшма дхіяни.
7. Самадхі (санскрит समाधि — «гармонія», «занурення», «об'єднання») — для самозвільнення та блаженства. Описано шість шляхів самадхі — дх'яна-самадхі, нада-самадхі, расананда-самадхі, лайя-самадхі, бхакті-самадхі та раджа-самадхі.

Текст зосереджує увагу на першому розділі — шаткармі. В «Йога-сутра» Патанджалі описується вісім розділів — яма та ніяма замість шаткарми та мудри і додавання дхарани. Заключні строфи про самадхі навчають інших методів, ніж описував Патанджалі.
Переклад тексту англійською мовою здійснив Шріса Чандра Васу.